# Halvø
En halvø er et landområde, der for den største del af sin omkreds er omgivet af vand, men på den ene side er landfast med en større landmasse. Når formen er særlig lang og smal, bruges betegnelserne odde og landtunge. Dersom en halvø er bredest udadtil og kun forbundet med fastlandet ved et smalt stykke land, betegnes dette smalle stykke som en tange. En kileformet halvø kaldes et næs, det er bredest mod land og bliver smallere ud mod vandet.
Eksempler på halvøer:
- Arabiske Halvø
- Balkan
- Den Iberiske Halvø
- Jylland
- Sinai-halvøen